# Campionati del mondo di ciclismo su pista - Corsa a eliminazione maschile
La corsa a eliminazione maschile è una delle prove inserite nel programma dei campionati del mondo di ciclismo su pista. Si corre dall'edizione iridata del 2021.

## Albo d'oro
Aggiornato all'edizione 2024.
| Anno          | Vincitore     | Secondo       | Terzo            |
| ------------- | ------------- | ------------- | ---------------- |
| 2021 dettagli | Elia Viviani  | Iúri Leitão   | Sergej Rostovcev |
| 2022 dettagli | Elia Viviani  | Corbin Strong | Ethan Vernon     |
| 2023 dettagli | Ethan Vernon  | Dylan Bibic   | Elia Viviani     |
| 2024 dettagli | Tobias Hansen | Elia Viviani  | Dylan Bibic      |

## Medagliere
| Pos.   | Nazione               | Oro | Argento | Bronzo | Totale |
| ------ | --------------------- | --- | ------- | ------ | ------ |
| 1      | Italia                | 2   | 1       | 1      | 4      |
| 2      | Gran Bretagna         | 1   | 0       | 1      | 2      |
| 3      | Danimarca             | 1   | 0       | 0      | 1      |
| 4      | Canada                | 0   | 1       | 1      | 2      |
| 4      | Nuova Zelanda         | 0   | 1       | 0      | 1      |
| 6      | Portogallo            | 0   | 1       | 0      | 1      |
| 6      | Fed. Ciclistica Russa | 0   | 0       | 1      | 1      |
| Totale | Totale                | 4   | 4       | 4      | 9      |

| Pos. | Atleta              | Oro | Argento | Bronzo | Totale |
| ---- | ------------------- | --- | ------- | ------ | ------ |
| 1    | Elia Viviani        | 2   | 1       | 1      | 4      |
| 2    | Ethan Vernon        | 1   | 0       | 1      | 2      |
| 2    | Tobias Hansen       | 1   | 0       | 0      | 1      |
| 3    | Dylan Bibic         | 0   | 1       | 1      | 2      |
| 4    | Iúri Leitão         | 0   | 1       | 0      | 1      |
| 4    | Corbin Strong       | 0   | 1       | 0      | 1      |
| 6    | \| Sergej Rostovcev | 0   | 0       | 1      | 1      |